# Paracinipe baccettii
Paracinipe baccettii är en insektsart som beskrevs av Massa 1996. Paracinipe baccettii ingår i släktet Paracinipe och familjen Pamphagidae. Inga underarter finns listade i Catalogue of Life.